# Aïchatou Kané Boulama
Aïchatou Kané Boulama, née le 24 avril 1955 à Kéita, est une femme politique et diplomate nigérienne. 

## Biographie
Née à Keita (région de Tahoua), elle est mariée, et mère de trois enfants. 
Après des études primaires à Mainé-Soroa de 1961 à 1967, et secondaires, toujours à Mainé-Soroa, elle fréquente le lycée Mariama de Niamey, où elle obtient son baccalauréat série D en 1974.
Elle est gouverneure de Niamey de 2011 à 2015 et ministre des Affaires étrangères du 25 février 2015 au 11 avril 2016 ; Ibrahim Yacouba lui succède à ce dernier poste.
Depuis 2021, elle est ambassadrice du Niger en France.
En août 2023, après le coup d'État au Niger, Aïchatou Kané Boulama refuse de quitter ses fonctions d'ambassadrice de son pays en France.